# Igaraçu do Tietê
Igaraçu do Tietê este un oraș în São Paulo (SP), Brazilia.